# 23 janvier
Pour les articles homonymes, voir Vingt-Trois-Janvier.
23 décembre 23 février
Chronologies thématiques
- Croisades
- Ferroviaires
- Sports
- Disney
- Anarchisme
- Catholicisme

Abréviations / Voir aussi
- (° 1852) = né en 1852
- († 1885) = mort en 1885
- a.s. = calendrier julien
- n.s. = calendrier grégorien
- Calendrier
- Calendrier perpétuel
- Liste de calendriers
- Naissances du jour

Le 23 janvier est le 23e jour de l'année du calendrier grégorien.
Il reste 342 jours avant la fin de l'année, 343 lorsqu'elle est bissextile.
C'était généralement le 4e jour du mois de pluviose du calendrier républicain ou révolutionnaire français, officiellement dénommé jour du perce-neige.

## Événements

### Iersiècleav. J.-C.
- 53 / 52 av. J.-C. : massacre de résidents romains de la carnute Genabum / Cenabum (à l'emplacement d'un site de l'actuelle Orléans au centre de la France métropolitaine), marquant le début de l’insurrection générale des Gaules sous le commandement de Vercingétorix qui unit plusieurs peuples gaulois pour repousser les armées romaines (voire marquant en même temps le début de l'intervention de ces dernières).[réf. souhaitée]

### IVesiècle
- 393 : l'empereur romain Théodose proclame son fils Honorius co-empereur à l'âge de huit ans.

### VIIesiècle
- 625 : le prophète arabe Mahomet quitte Médine à la tête de 1 000 hommes, pour rejoindre les troupes des chefs qoreichites qui avaient survécu à la bataille de Badr, décidés à venger leurs morts.

### XIIIesiècle
- 1264 : Louis IX de France prononce le Dit d'Amiens en faveur d'Henri III d'Angleterre et face à Simon V de Montfort.

### XIVesiècle
- 1368 : Hongwu devient empereur de Chine fondant ainsi la dynastie Ming.

### XVIesiècle
- 1579 : signature de l'Union d'Utrecht marquant la naissance des actuels Pays-Bas en Europe du Nord.

### XVIIesiècle
- 1631 : la France accepte de soutenir financièrement la Suède par le traité de Bärwalde.
- 1663 : le Français Paul de Chomedey Sieur de Maisonneuve est nommé gouverneur de Montréal, ville qu'il a fondée en 1642 au "Nouveau monde" sous le nom de Ville-Marie.
- 1668 : à La Haye aux Provinces-Unies (actuels Pays-Bas), l'Angleterre et la Suède signent une triple alliance pour freiner l'expansion de la France de Louis XIV dans les Pays-Bas espagnols.

### XVIIIesiècle
- 1719 : les seigneuries de Schellenberg et de Vaduz forment une principauté d'empire indépendante sous le nom de Liechtenstein qui devient une principauté autonome dans le cadre du Saint-Empire romain germanique au cœur de l'Europe.
- 1790 : le maître d'équipage du HMS Bounty Fletcher Christian, ses huit compagnons et leurs épouses tahitiennes débarquent sur les îles Pitcairn à plus de 2 000 kilomètres à l'est de Tahiti dans l'océan Pacifique. Ils brûlent aussitôt le navire en espérant n'être jamais retrouvés (voir aussi 5 mai 1789, jour du début de la mutinerie).
- 1793 : la Prusse et la Russie s'accordent sur un deuxième partage de la Pologne.
- 1795 : le général Jean-Charles Pichegru et sa cavalerie capturent la flotte hollandaise prise dans les glaces au Helder.
- 1799 : l'armée française occupe Naples.

### XIXesiècle
- 1800 : bataille de Saint-James, pendant la Chouannerie.
- 1846 : abolition de l'esclavage en Tunisie.
- 1852 : décret de confiscation de la maison d'Orléans par Louis-Napoléon Bonaparte en France.
- 1860 : traité Cobden-Chevalier.
- 1864 : escarmouche entre les troupes confédérées et les troupes unionistes près de Newport au Tennessee (guerre de Sécession américaine).
- 1870 : massacre de la Marias dans le territoire du Montana (États-Unis).
- 1899 : le général Emilio Aguinaldo (1869-1964) proclame l'indépendance des Philippines.

### XXesiècle
- 1907 : Charles Curtis est le premier Amérindien accédant à un siège de sénateur à Washington D.C. (pour l'État fédéré américain du Kansas).
- 1913 : coup d'État des Jeunes-Turcs dirigé par Ismail Enver et Talaat Pacha.
- 1919 : 1er congrès de l'Armée révolutionnaire insurrectionnelle ukrainienne (Makhnovchtchina), à Bolché-Mikhailovska en Ukraine.
- 1920 : les Pays-Bas refusent d'extrader l'ex-kaiser Guillaume II que les Alliés veulent juger pour crimes de guerre.
- 1933 : ratification du vingtième amendement de la Constitution des États-Unis.
- 1934 : au cours de fouilles archéologiques sur le site de Mari, l'archéologue André Parrot met au jour la statue de l'intendant Ebih-Il[1].
- 1937 : dans le cadre de procès à Moscou, dix-sept responsables communistes soviétiques s'accusent d'avoir conspiré avec Trotski contre Staline.
- 1943 : à Gharyan en Libye, jonction entre les troupes de la France libre de Philippe Leclerc de Hauteclocque et les britanniques de Bernard Montgomery (seconde guerre mondiale).
- 1950 : la Knesset israélienne proclame Jérusalem-Ouest capitale d'Israël.
- 1971 : l'adhésion de la Grande-Bretagne à la C.E.E. est finalement prévue pour le 1er janvier 1973.
- 1973 : le président américain Richard Nixon annonce la conclusion d'un accord dans le conflit vietnamien mais les combats dureront encore jusqu'à fin avril 1975.

### XXIesiècle
- 2004 : le chef de la mission américaine du désarmement en Irak David Kay (en) démissionne en affirmant qu'il n'y avait pas eu d'armes de destruction massive dans ce pays au moment du renversement de Saddam Hussein.
- 2006 : élection de Stephen Harper comme 22e Premier ministre du Canada, André Arthur devient le premier candidat indépendant à être élu depuis 1984.
- 2015 : Salmane ben Abdelaziz Al Saoud devient roi d'Arabie saoudite à la mort de son demi-frère Abdallah ben Abdelaziz Al Saoud.
- 2019 : au Venezuela, le président de l'Assemblée nationale Juan Guaidó se proclame président de la République par intérim, en concurrence avec le président mal élu et contesté Nicolás Maduro.

- 2022 : au Burkina Faso, un coup d'État remplace le président Roch Marc Christian Kaboré par une junte militaire menée par Paul-Henri Sandaogo Damiba[2].
- 2025 : en Irlande, Micheál Martin (photo) est désigné comme Taoiseach pour la seconde fois[3].

## Arts, culture et religion
- 1389 : Gilles du Tremblay sieur du Gaillon rend son aveu devant les religieux de la Trappe pour son fief du Chesnay sis en la dépendance de leur domaine.
- 1730 : à Paris, l'auteur de théâtre Marivaux triomphe à l'hôtel de Bourgogne, sa nouvelle pièce la comédie en trois actes et en prose intitulée Le jeu de l'amour et du hasard venant d'y être jouée par la troupe des « comédiens italiens ordinaires du roi ».
- 1789 : l'université de Georgetown est la première université catholique créée aux États-Unis (par le père John Carroll).
- 1835 : Alexis de Tocqueville publie De la démocratie en Amérique.
- 1911 : première représentation de la pièce de théâtre d'Edmond Rostand Chanteclerc à New York.
- 1917 : incendie accidentel de l'église Sainte-Radegonde de Riantec.
- 1926 : première représentation de la pièce de théâtre d'Eugene O'Neill The Great God Brown à New York.
- 1930 : Georges Remi dit Hergé publie pour la première fois des aventures de Quick et Flupke dans le supplément pour la jeunesse "Le Petit Vingtième" du journal belge "Le XXe siècle".
- 1934 : au Teatro Reale dell'Opera à Rome, première représentation de La Fiamma d'Ottorino Respighi (1879-1936).
- 1941 : première représentation aux États-Unis de la comédie musicale Lady in the Dark qui sera jouée 162 fois en tout.
- 2000 : la fusion de l'Américaine Time Warner avec la maison de disques britannique EMI aboutit à la constitution d'un géant qui contrôlera 20 % du marché mondial de ce secteur économique de "l'industrie de la musique".Détail du Mur des Noms inauguré au Mémorial de la Shoah à Paris en 2005.

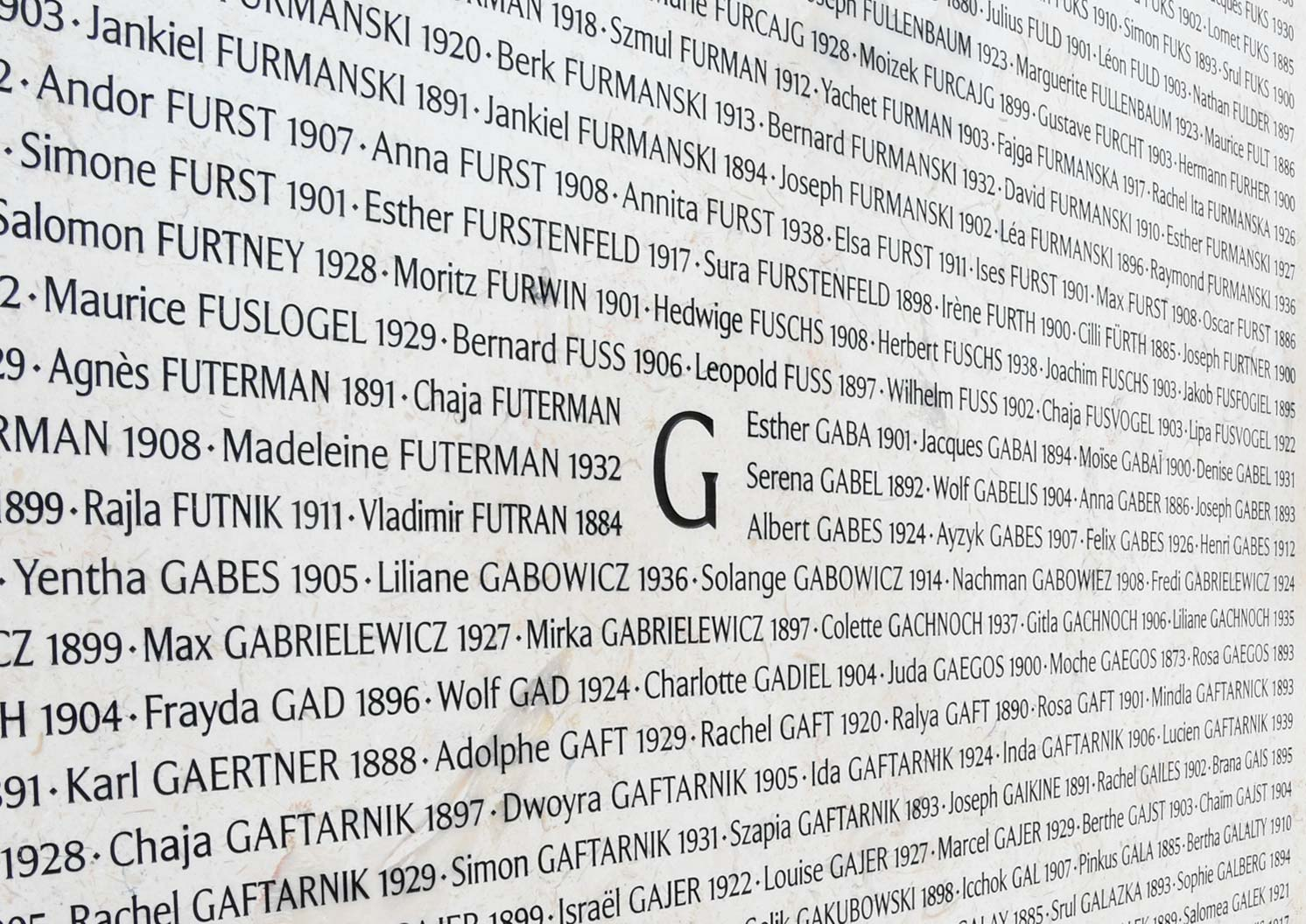
Détail du Mur des Noms inauguré au Mémorial de la Shoah à Paris en 2005.

- 2003 : ouverture du 30e Festival de la bande dessinée à Angoulême en France avec pour invitée d'honneur la Corée du Sud.
- 2005 : inauguration d'un mur portant les noms des 76 000 juifs déportés de France entre 1942 et 1944 dans le nouveau mémorial de la Shoah qui regroupe à Paris 4e un musée, une crypte avec sa flamme, un centre de documentation, et un mur extérieur rendant quant à lui hommage aux Justes de France sous l'occupation nazie, le tout jouxtant l'Allée adjacente "des Justes".
- 2020 : cérémonie de commémoration de la libération du camp d'extermination d'Auschwitz 75 années auparavant au mémorial israélien de Yad Vashem en présence de derniers témoins survivants et de beaucoup de chefs d'État du monde entier.

## Sciences et techniques
- 1896 : Wilhelm Conrad Roentgen fait part à la Société de physique médicale de Berlin en Allemagne de sa découverte de « rayons X » invisibles capables de traverser des corps opaques et d'imprimer une pellicule sensible.
- 1899 : l'acide acétylsalicylique synthétisé en 1897 par les laboratoires Bayer est rebaptisé plus simplement aspirine.
- 1909 : le naufrage en mer du paquebot RMS Republic ne fait "que" cinq victimes grâce à l'utilisation de la radio de bord qui permet d'alerter les garde-côtes des États-Unis.
- 1922 : début à Toronto au Canada des injections d'insuline comme traitement pour les diabétiques.
- 1933 : Jean Mermoz rallie Buenos Aires en avion depuis l'Europe ouvrant ainsi l'Amérique du Sud à la Compagnie générale aéropostale.
- 1960 : le bathyscaphe Trieste avec à son bord l'océanaute suisse Jacques Piccard (fils de l'inventeur du sous-marin Auguste Piccard) et Don Walsh atteint la profondeur record d'entre 10916 et 11 020 mètres dans la fosse des Mariannes (Océan Pacifique sud-ouest)[4].
- 1970 : la N.A.S.A. place en orbite terrestre le satellite américain d'observations météorologiques ITOS-1.
- 1983 : un satellite soviétique à pile nucléaire plonge dans l'atmosphère et se désintègre au-dessus de l'océan Indien.
- 1995 : au Children Hospital de Toronto, deux sœurs siamoises pakistanaises sont séparées après dix-sept heures de chirurgie.
- 2000 : des chercheurs japonais donnent naissance à la « deuxième génération » de vaches clonées.
- 2003 : dernier contact très faible provenant de Pioneer 10 dû au manque d'énergie produite par le générateur thermoélectrique à radioisotope utilisant le plutonium 238 comme combustible.
- 2004 : la sonde européenne Mars Express apporte la preuve qu'il y a de l'eau sous forme de glace sur la planète Mars.

## Économie et société

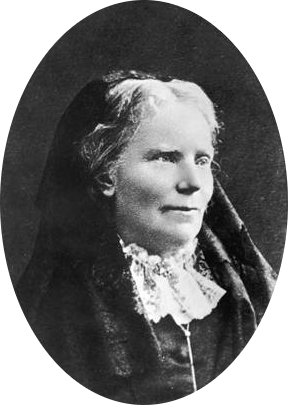
Elizabeth Blackwell, première femme à obtenir un doctorat en médecine aux États-Unis.

- 1556 : un tremblement de terre tue entre 830 000 et 1 000 000 personnes dans les régions des Shansi, Shensi et Kansou en Chine.
- 1849 : l'Américaine Elizabeth Blackwell devient la première femme à obtenir un doctorat en médecine aux États-Unis.
- 1860 : signature du traité Cobden-Chevalier destiné à abolir les droits de douane entre l'Empire français et le Royaume-Uni.
- 1873 : loi de répression de l'ivresse publique et manifeste en France formulée par le docteur et député Roussel et établie sous la pression du courant hygiéniste.
- 1923 : attentat manqué contre Léon Daudet par l'anarchiste Germaine Berton qui tue Marius Plateau à la place.
- 1945 : Claude-Henri Grignon est réélu maire de Sainte-Adèlecomme son héros Séraphin Poudrier.
- 1946 : forclusion de l’ordre de la Libération.
- 1958 : le pilote automobile champion Juan Manuel Fangio est enlevé par des rebelles cubains.
- 1974 : un grave incendie ravage une rame de métro entre les stations Rosemont et Laurier de Montréal sans aucune mort à déplorer.
- 1978 : le baron Édouard-Jean Empain est enlevé par des ravisseurs qui demandent une rançon.
- 1984 : une hausse des prix alimentaires cause des émeutes qui provoquent soixante morts au Maroc.
- 1987 : Wall Street à New York connaît l'une des journées les plus folles de son histoire dans un marché qui dépasse pour la première fois les 300 millions de titres, plus de 305 millions de titres changent de main, quelque 50 millions de plus que lors du record précédent.
- 1998 : une avalanche emporte un groupe d'adolescents au-dessus de la station des Orres dans les Hautes-Alpes causant 11 morts.
- 1999 :
  - le jour de son 42e anniversaire de naissance ci-après, remariage de la princesse Caroline de Monaco avec le prince Ernst-August de Hanovre.
  - Réunis pour deux jours en congrès extraordinaire à Marignane près de Marseille, les mégrétistes officialisent leur scission d'avec Jean-Marie Le Pen, Bruno Mégret étant élu à la présidence du nouveau « Front national-Mouvement national républicain » (FN-MNR).
- 2001 :
  - cinq membres présumés du mouvement spirituel Falun gong s'immolent par le feu sur la place Tian'anmen en Chine.
  - La marée noire du Jessica atteint le rocher Plaza sur 130 m2, refuge d'iguanes et de lions de mer dans la réserve écologique des îles Galápagos au large du reste de l'Équateur dans l'océan Pacifique.
- 2004 : après plusieurs jours de véhéments démentis, la Thaïlande reconnaît être frappée par la grippe aviaire qui affecte toute l'Asie, l'Union européenne en interdit l'importation de volailles.
- 2020 : la Cour pénale internationale se déclare officiellement compétente pour juger des crimes et délits à l'encontre des Rohingyas de Birmanie dans le même sud-est asiatique.
- 2021 : en Russie, des manifestations ont lieu dans plus de cent villes à la suite de l'arrestation d'Alexeï Navalny[5].

## Naissances

### XIVesiècle
- 1350 : Vincent Ferrier, homme d'Église espagnol († 5 avril 1419).

### XVIesiècle
- 1538 : Guillaume de Mantoue, noble italien, duc de Mantoue, marquis puis duc de Montferrat († 14 août 1587).
- 1572 : Jeanne de Chantal, sainte[6] française cofondatrice des visitandines, grand-mère de Mme de Sévigné († 13 décembre 1641).
- 1598 : François Mansart, architecte français († 23 septembre 1666).

### XVIIIesiècle
- 1719 : John Landen, mathématicien britannique († 15 janvier 1790).
- 1723 : Jean Cartier, prêtre et homme politique français († 19 mai 1810).
- 1751 : Charles Éléonor Dufriche-Valazé, homme politique français († 30 octobre 1793).
- 1778 : Alire Raffeneau-Delile, botaniste français († 5 juillet 1850).
- 1783 : Stendhal (Henri Beyle dit), écrivain français († 23 mars 1842).
- 1785 : Carl Adolph Agardh, botaniste, mathématicien, économiste et homme politique suédois († 28 janvier 1859).

### XIXesiècle
- 1832 : Édouard Manet, peintre français († 30 avril 1883).
- 1833 : Carlo Gastini, relieur, enseignant, acteur et poète († 28 janvier 1902).
- 1840 : Ernst Abbe, mathématicien allemand († 14 janvier 1905).
- 1844 : Paul Brousse, homme politique français († 1er avril 1912).
- 1857 : Andrija Mohorovičić, sismologue croate († 18 décembre 1936).
- 1862 : David Hilbert, mathématicien allemand († 14 février 1943).
- 1872 : Paul Langevin, physicien français († 19 décembre 1946).
- 1886 :
  - Renzo Dalmazzo, militaire italien († 12 décembre 1959).
  - Halvard Olsen, homme politique norvégien († 5 août 1966).
- 1897 : Margarete Schütte-Lihotzky, architecte autrichienne († 18 janvier 2000).
- 1891 : Abram Samoïlovitch Besicovitch (Абрам Самойлович Безикович), mathématicien russe († 2 novembre 1970).
- 1898 : George Randolph Scott, acteur américain († 2 mars 1987).

### XXesiècle
- 1903 : Emil Hass Christensen (en), acteur danois († 12 janvier 1982).
- 1904 : Fernand Thouvignon, assureur et historien français  († 16 avril 1979).
- 1905 :
  - Max Favalelli, journaliste français († 22 décembre 1989).
  - Georges Tabet, chef d'orchestre français († 28 février 1984).
- 1906 : Lester Horton, danseur, chorégraphe et pédagogue américain († 2 novembre 1953).
- 1907 :
  - Andrex (André Jaubert dit), acteur français († 10 juillet 1989).
  - Dan Duryea, acteur américain († 7 juin 1968).
- 1908 : Stanislas-André Steeman, auteur et illustrateur belge d'expression française († 15 décembre 1970).
- 1909 : Édith Thomas, écrivaine, historienne, archiviste et journaliste française († 7 décembre 1970).
- 1910 : Django Reinhardt (Jean Reinhardt dit), guitariste de jazz manouche franco-belge († 16 mai 1953).
- 1911 : André Castelot (André Storms), historien français († 18 juillet 2004).
- 1912 : Georgia Coleman, plongeuse américaine championne olympique († 14 septembre 1940).
- 1913 :
  - Jean-Michel Atlan, peintre français († 12 février 1960).
  - Herbert Runge, boxeur allemand champion olympique poids lourds († 11 mars 1986).
- 1919 :
  - Ernie Kovacs, acteur et humoriste américain († 13 janvier 1962).
  - Hans Hass, biologiste, cinéaste et plongeur autrichien († 16 juin 2013).
- 1920 :
  - Gottfried Böhm, architecte allemand devenu centenaire († 9 juin 2021).
  - Walter Frederick Morrison, entrepreneur américain, inventeur du frisbee († 9 février 2010).
  - Henry Eriksson, athlète suédois, spécialiste du demi-fond († 8 janvier 2000).
- 1921 : Léo Major, héros de guerre québécois († 12 octobre 2008).
- 1923 :
  - Michel Droit, écrivain et académicien français († 22 juin 2000).
  - Walter Michael Miller, Jr., auteur de science-fiction américain († 9 janvier 1996).
  - Horace Ashenfelter, athlète américain champion olympique du 3 000 m steeple († 6 janvier 2018).
- 1924 : Michael James Lighthill, mathématicien britannique († 17 juillet 1998).
- 1925 : Marcel Junius, architecte belge († 6 juin 2018).
- 1928 :
  - Jean Bertho (Jean Berthollier), comédien et animateur français de télévision († 4 janvier 2023).
  - Françoise Dorin, écrivain française († 12 janvier 2018).
  - Jeanne Moreau, actrice française († 31 juillet 2017).
  - Youri ou "Youra" Mikhaïlovitch Ostasenko-Bogdanoff, artiste peintre russe d'ascendance agnatique tatare († 2 ou 4 août 2012).
- 1929 :
  - Daniel Hoeffel, homme politique français.
  - John Charles Polanyi, chimiste et physicien canadien.
- 1930 :
  - William Pogue, astronaute américain († 3 mars 2014).
  - Derek Walcott, écrivain saint-lucien, prix Nobel de littérature en 1992 († 17 mars 2017).
- 1934 : Pierre Bourgault, homme politique québécois († 16 juin 2003).
- 1936 : Véronique Zuber (Jeanne Monique Szubert), Miss Paris 1954 puis Miss France 1955.
- 1938 : Georg Baselitz, peintre allemand.
- 1939 : Sonny Chiba (Shin'ichi Chiba (千葉 真一) dit), acteur japonais († 19 août 2021).
- 1940 :
  - Areski Belkacem (Larezeki Belkacem dit Areski), compositeur, musicien multi-instrumentiste, comédien et chanteur français.
  - Yves Patenôtre, évêque catholique français, archevêque de Sens-Auxerre de 2004 à 2015.
  - John Bright « Johnny » Russell, chanteur et compositeur américain de musique country († 3 juillet 2001).
- 1942 : Michel Pébereau, homme d'affaires français.
- 1943 :
  - Gary Burton, vibraphoniste de jazz américain.
  - Gil Gerard, acteur américain.
  - Pierre Steinmetz, directeur de cabinet français.
- 1944 : Rutger Hauer, acteur néerlandais († 19 juillet 2019).
- 1945 : Michael Deane « Mike » Harris, homme politique, enseignant et homme d'affaires canadien, 22e Premier ministre de l'Ontario.
- 1948 :
  - Michel de Decker, écrivain et chroniqueur français spécialisé en histoire († 17 août 2019).
  - Anita Pointer, chanteuse américaine du groupe The Pointer Sisters († 31 décembre 2022).
- 1949 : Robert Donald Cabana, astronaute américain.
- 1950 : Richard Dean Anderson, acteur américain.
- 1951 :
  - Reynold Panggabean, acteur, compositeur, musicien et chanteur indonésien.
  - Chesley Sullenberger, pilote de ligne américain.
- 1953 : Stéphane Lissner, directeur de théâtre français.
- 1954 : Richard Finch (en), bassiste, compositeur, réalisateur artistique et arrangeur américain du groupe KC and the Sunshine Band.
- 1957 : Caroline Grimaldi, princesse de Monaco.
- 1958 :
  - Laurent Boyer, animateur français de télévision et de radio.
  - Christophe Dechavanne, animateur français de télévision et de radio.
  - Sergey Litvinov, athlète biélorusse champion olympique du lancer du marteau († 19 février 2018).
- 1959 : Sergueï Kopliakov, nageur soviétique double champion olympique.
- 1960 :
  - Jean-François Sauvé, hockeyeur professionnel québécois.
  - Eduardo Penido, skipper brésilien champion olympique.
- 1962 : Olaf Heukrodt, céiste allemand champion olympique et du monde.
- 1963 : Fodé Sylla, homme politique français.
- 1964 : Mariska Hargitay, actrice américaine.
- 1966 : Vitaliy Savin, athlète soviétique spécialiste du sprint, champion olympique.
- 1967 :
  - Laurent La Gamba, photographe français.
  - Mohammed Daud Miraki, homme politique afghan.
  - Naim Süleymanoğlu, haltérophile turc triple champion olympique († 18 novembre 2017).
- 1968 :
  - Petr Korda, joueur de tennis tchèque.
  - Mario Saint-Amand, acteur québécois.
- 1969 : Brendan Shanahan, hockeyeur professionnel canadien.
- 1972 :
  - Léa Drucker, actrice française.
  - Jérôme Guedj, haut fonctionnaire et homme politique français, député, conseiller départemental de l'Essonne.
  - Bouchra Rejani, dirigeante d'entreprise française.
- 1973 :
  - Kjell Norwood Lindgren, astronaute américain.
  - Aleksey Voropayev, gymnaste russe double champion olympique († 5 novembre 2006).
  - Youddiph (Maria Lvovna Katz (Мария Львовна Кац) dite), chanteuse russe.
- 1974 :
  - Joël Bouchard, hockeyeur sur glace québécois.
  - Derek Cianfrance, réalisateur américain.
  - Bernard Diomède, footballeur français, champion du monde en 1998.
  - Jack Fischer, astronaute américain.
  - Anne Marivin, actrice française.
  - Tiffani-Amber Thiessen, actrice américaine.
- 1976 : Angelica Lee, actrice et scénariste malaisienne d'origine chinoise
- 1977 : Joséphine de Meaux, actrice française
- 1978 : Wallen (Nawell Azzouz dite), chanteuse de R'n'B franco-marocaine.
- 1979 : Larry Hughes, basketteur américain.
- 1981 : Jean-Jacques Pierre, footballeur haïtien.
- 1982 :
  - Karol Bielecki, handballeur polonais.
  - Erika Moulet, journaliste française.
- 1984 : Arjen Robben, footballeur néerlandais.
- 1985 : Doutzen Kroes, mannequin néerlandais.
- 1986 :
  - Pablo Andújar, joueur de tennis espagnol.
  - Gelete Burka, athlète de demi-fond et de fond éthiopienne.
  - José Enrique Sánchez, footballeur espagnol.
- 1987 : Louisa Nécib, footballeuse française.
- 1988 :
  - Terrance « T. J. » Campbell, basketteur américain.
  - Samson Idiata, athlète de saut nigérian.
- 1989 :
  - Matthew « Matt » Howard, basketteur américain.
  - April Pearson, actrice britannique.
- 1990 :
  - Phillipp Dittberner, chanteur allemand.
  - Kevin Gourdon, joueur de rugby à XV français.
  - Bianca Schmidt, footballeuse allemande.
- 1993 : Yaya Sanogo, footballeur français.
- 1994 :
  - Merhawi Kudus, cycliste sur route érythréen.
  - Kadri Moendadze, basketteur français.
- 1997 : Steven Da Costa, karatéka français champion olympique.
- 1998 : XXXTentacion (Jahseh Dwayne Ricardo Onfroy dit), rappeur américain († 18 juin 2018).

## Décès

### Xesiècle
- 989 (ou 13 janvier) : Adalbéron, archevêque de Reims de 969 à 989 (° vers 925).

### XIesiècle
- 1002 : Otton III, empereur germanique de 996 à 1002 (° 980).

### XIIesiècle
- 1199 : Abu Yusuf Yaqub al-Mansur (أبو يوسف المنصور يعقوب بن يوسف), calife almohade de 1184 à 1199 (° vers 1160).

### XVIesiècle
- 1549 : Johannes Honter, théologien et humaniste roumain de Transylvanie (° 1498).
- 1567 : Jiajing (嘉靖) (Zhu Houzong (朱厚骢) dit), empereur de Chine de 1521 à 1567 (° 16 septembre 1507).

### XVIIesiècle
- 1622 : William Baffin, explorateur anglais (° 1584).
- 1639 : Francisco Maldonado De Silva, médecin marrane, brûlé vif à Lima avec 10 coréligionnaires (° 1592).

### XVIIIesiècle
- 1744 : Giambattista Vico, philosophe et historien italien (° 23 juin 1668).
- 1785 : Matthew Stewart, mathématicien britannique (° 15 janvier 1717).
- 1789 : John Cleland, romancier britannique (° 24 septembre 1709).

### XIXesiècle
- 1805 : Claude Chappe, pionnier français des télécommunications (° 25 décembre 1763).
- 1806 : William Pitt le Jeune, homme politique anglais, Premier ministre de Grande-Bretagne puis du Royaume-Uni (° 28 mai 1759).
- 1833 : Edward Pellew, amiral britannique (° 19 avril 1757).
- 1836 : Charles Yves César Cyr du Coëtlosquet, général de division français du Premier Empire (° 21 juillet 1783).
- 1848 : François Costé, magistrat et homme politique français (° 24 avril 1789).
- 1875 : Charles Kingsley, écrivain britannique (° 12 juin 1819).
- 1883 : Gustave Doré, peintre français (° 6 janvier 1832).
- 1885 :
  - Félix Clément, organiste et musicologue français (° 13 janvier 1822).
  - Derval, acteur français (° 24 juillet 1801).
  - Gabriel Guillemot, journal, auteur dramatique et romancier français (° 11 février 1833).
- 1886 :
  - Prosper Bressant, comédien français (° 24 octobre 1815).
  - Hippolyte Charamaule, homme politique français (° 13 avril 1794).
  - William Drummond, 7e vicomte Strathallan, homme politique écossais (° 5 mars 1810).
  - François Saint-Amand, écrivain français (° 7 décembre 1824).
- 1887 : Louis-Marie-Joseph-Eusèbe Caverot, cardinal français, archevêque de Lyon de 1876 à 1887 (° 26 mars 1806).
- 1891 : Baudouin de Belgique, prince belge (° 3 juin 1869).
- 1893 :
  - Joseph-Alfred Foulon, cardinal français, archevêque de Lyon (° 29 avril 1823).
  - José Zorrilla, écrivain et poète espagnol (° 21 février 1817).

### XXesiècle
- 1922 : Arthur Nikisch, chef d’orchestre hongrois (° 12 octobre 1855).
- 1923 : Max Nordau, philosophe autrichien, figure sioniste (° 29 juillet 1849).
- 1931 : Anna Pavlova (А́нна Матве́евна Па́влова), ballerine russe (° 12 février 1881).
- 1940 : Giuseppe Motta, homme politique suisse (° 29 décembre 1871).
- 1942 : Louis de Saxe-Cobourg-Gotha, prince allemand (° 15 septembre 1870).
- 1944 : Edvard Munch, peintre et graveur norvégien (° 12 décembre 1863).
- 1945 :
  - Louis Le Bastard, officier, compagnon de la Libération (° 4 mai 1906).
  - Helmuth James von Moltke, juriste et conspirateur allemand, fondateur du Cercle de Kreisau (° 11 mars 1907).
- 1952 :
  - Yakov Frenkel (Яков Ильич Френкель), mathématicien russe (° 10 février 1894).
  - Paul Locard, magistrat, musicologue et critique musical français (° 10 novembre 1871).
- 1953 : Pierre Marie Émile Ernest« Jérôme » Tharaud, écrivain et académicien français (° 18 mai 1874).
- 1956 : Sir Alexander Korda, cinéaste hongrois naturalisé britannique (° 16 septembre 1893).
- 1962 : Natalia Sedova, militante communiste russe, seconde femme et veuve de Léon Trotsky (° 5 avril 1882).
- 1963 : Józef Gosławski, sculpteur et médailleur polonais (° 24 avril 1908).
- 1964 : Lucila Gamero de Medina, romancière, médecin et féministe hondurienne (° 12 juin 1873).
- 1973 : Edward « Kid » Ory, tromboniste de jazz américain (° 25 décembre 1886).
- 1976 :
  - Paul Dupuis, acteur québécois (° 11 août 1916).
  - Paul Robeson, acteur et militant américain des droits civiques (° 9 avril 1898).
- 1978 :
  - Terry Kath, guitariste américain du groupe Chicago (° 31 janvier 1946).
  - Jack Oakie (Lewis Delaney Offield dit), acteur américain (° 12 novembre 1903).
- 1980 (ou 24 janvier) : Lil Dagover (Maria Antonia Seubert dite), actrice allemande (° 30 septembre 1887).
- 1981 : Samuel Barber, compositeur américain (° 9 mars 1910).
- 1986 : Yvonne Lefébure, pianiste française (° 29 juin 1898).
- 1988 : Charles Glen King, biochimiste américain (° 22 octobre 1896).
- 1989 : Salvador Dalí, artiste-peintre et sculpteur espagnol (° 11 mai 1904).
- 1990 : Larkin Allen Collins, guitariste américain du groupe de rock sudiste Lynyrd Skynyrd (° 19 juillet 1952).
- 1991 : Northrop Frye, théoricien et critique littéraire canadien (° 14 juillet 1912).
- 1993 : Thomas Andrew Dorsey, compositeur, pianiste et chanteur de gospel américain (° 1er juillet 1899).
- 1996 : Norman MacCaig, poète écossais (° 14 novembre 1910).
- 1997 :
  - Richard Berry, compositeur et chanteur américain (° 11 avril 1935).
  - Paul Egli, cycliste sur route suisse (° 18 août 1911).
  - Alois Hudec, gymnaste tchécoslovaque puis tchèque (° 12 juillet 1929).
  - Roger Tayler, astrophysicien et cosmologiste britannique (° 25 octobre 1929).
  - Bill Zuckert, acteur américain (° 18 décembre 1915).
- 1998 :
  - Hilla Limann, diplomate et homme politique ghanéen, président de la République du Ghana de 1979 à 1981 (° 12 décembre 1934).
  - Alfredo Ormando, écrivain italien (° 15 décembre 1958).
  - Victor Pasmore, artiste et architecte britannique (° 3 décembre 1908).
  - Ernest Peirce, boxeur sud-africain (° 25 septembre 1909).
- 1999 :
  - Joe D'Amato, réalisateur, directeur de la photo, cadreur et scénariste italien (° 15 décembre 1936).
  - Suceso Portales, militante féminine espagnole (° 4 mars 1904).
  - Jay Pritzker, homme d'affaires américain (° 22 / 26 août 1922).
  - Prince Lincoln Thompson, chanteur et musicien jamaïcain (° 18 juin 1949).

### XXIesiècle
- 2001 :
  - Jack McDuff (Eugene McDuffy dit), organiste de jazz américain (° 17 septembre 1926).
  - Curro Rivera (Francisco Rivera Agüero dit), matador mexicain (° 17 décembre 1951).
  - Lucienne Welschinger, Guide de France cheftaine, résistante française, fondatrice et chef de  réseau (° 18 octobre 1911).
- 2002 : Pierre Bourdieu, sociologue français (° 1er août 1930).
- 2003 : Nell Carter, actrice américaine (° 13 septembre 1948).
- 2004 :
  - Robert James « Bob » Keeshan (en), producteur de télévision et acteur américain (° 27 juin 1927).
  - Helmut Newton, photographe australien d'origine allemande (° 31 octobre 1920).
- 2005 : John William « Johnny » Carson, scénariste, acteur et animateur de télévision américain (° 23 octobre 1925).
- 2007 : Everette Howard Hunt, espion et auteur américain (° 9 octobre 1918).
- 2009 : André Badin (André Amand Adolphe Aubin dit), acteur français (° 18 septembre 1932).
- 2010 : Roger Pierre, acteur et humoriste français (° 30 août 1923).
- 2011 : André Pierdel (André Delepierre dit), prestidigitateur, créateur d'effets spéciaux français (° 21 janvier 1923).
- 2015 : 
  - Abdallah ben Abdelaziz Al Saoud (عبد الله بن عبد العزيز آل سعود), roi d'Arabie saoudite de 2005 à 2015 (° 1er août 1924).
  - James Leslie « Les » McMahon, homme politique australien (° 26 février 1930).
- 2017 : Bobby Freeman, chanteur et compositeur américain (° 13 juin 1940).
- 2018 : Nicanor Parra, antipoète chilien (° 5 septembre 1914).
- 2020 : Jean-Noël Tremblay, homme politique québécois, député et ministre (° 7 juin 1926).
- 2021 : Larry King, présentateur de télévision américain (° 19 novembre 1933).
- 2022 :
  - Serge Korber, cinéaste français (° 1er février 1936).
  - Jean-Claude Mézières, dessinateur français de bande dessinée (° 23 septembre 1938).
  - Thierry Mugler, styliste français (° 21 décembre 1945).
- 2024 :
  - Jan Bogaert, coureur cycliste belge (° 3 décembre 1957).
  - Zoubeir Boughnia, footballeur tunisien (° 31 juillet 1955).
  - Frank Farian, producteur musical et auteur-compositeur-interprète allemand (° 10 juillet 1941).
  - Charles Fried, juriste et avocat américain (° 15 avril 1935).
  - Mohammad Ghobadlou, citoyen iranien (° 2000).
  - David Kahn, historien militaire, journaliste et écrivain américain (° 7 février 1930).
  - Melanie, chanteuse, auteure et compositrice américaine (° 3 février 1947).
  - Giuliano Musiello, footballeur italien (° 11 janvier 1954).
  - Jean Petit, footballeur international puis entraîneur français (° 25 septembre 1949).
  - Jean-Marie Villégier, metteur en scène de théâtre et d'opéra français (° 4 juillet 1937).
- 2025 :
  - Henri-Frédéric Blanc, poète, romancier et dramaturge français (° 22 décembre 1954).
  - Monique Chabot, comédienne canadienne (° 21 avril 1935).
  - Madior Diouf, universitaire et homme politique sénégalais (° 1939).
  - Esther Jansma, archéologue spécialisée en dendrochronologie, et poétesse néerlandaise (° 24 décembre 1958).

## Célébrations

### Internationales et nationales
- La journée mondiale de la solitude.La tombe du mutiné de la Bounty John Adams à Pitcairn.

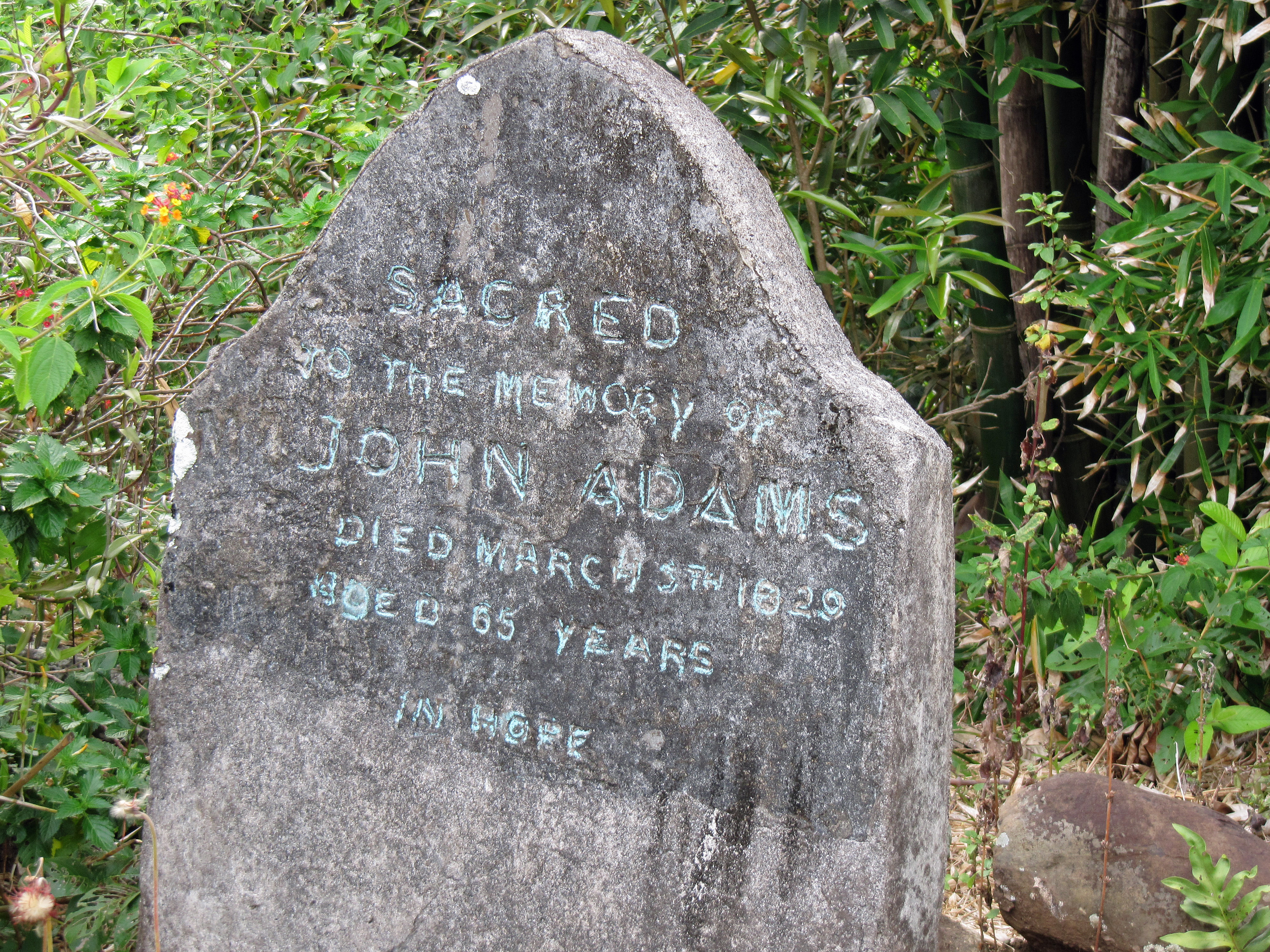
La tombe du mutiné de la Bounty John Adams à Pitcairn.

- Îles Pitcairn (Royaume-Uni en Océanie Pacifique): Bounty Day ou « jour du Bounty » en commémoration de l'incendie du navire mutin britannique HMS Bounty en 1790 (photographie jointe).
- Venezuela : día de la Democracia ou jour de la démocratie commémorant la fin de la dictature de Marcos Pérez Jiménez en 1958.

### Saints des Églises chrétiennes

#### Saints des Églises catholiques et orthodoxes
- Amasius de Teano († 356), 2e évêque de Teano[7].
- Clément d'Ancyre († 309), évêque d'Ancyre et martyr.
- Élie († 305), jardinier martyr en Égypte.
- Émérentienne († 304), sœur de lait de sainte Agnès de Rome (21 janvier), catéchumène martyre à Rome.
- Eusèbe d'Antioche († Ve siècle), ascète sur le mont Coryphée près d'Antioche.
- Ildefonse de Tolède († 667), 6e évêque de Tolède.
- Laouenan († VIe siècle), évangélisateur de l'Armorique.
- Macaire des Mauges († Ve siècle), évangélisateur des Mauges à Saint-Macaire-en-Mauges.
- Maimbœuf († 480), Irlandais massacré par des brigands près de Dampierre en Franche-Comté.
- Messaline de Foligno († 253), vierge et martyre à Foligno.
- Parménas († Ier siècle), l'un des sept premiers diacres, martyr à Philippes en Macédoine.
- Salaman l’Hésychaste († 400), ermite en Palestine.
- Sévérien et Aquila († 303) couple chrétien martyr(s) à Césarée de Maurétanie[8].

#### Saints et bienheureux des Églises catholiques
- André Chong Hwa-gyong († 1840), catéchiste et martyr à Séoul.
- Benedetta Bianchi Porro († 1964), bienheureuse laïque italienne.
- Marguerite Molli († 1505), bienheureuse mytique italienne fondatrice d'un monastère à Ravenne.
- Pío Herédia et ses 17 compagnons († 1936), bienheureux moines cisterciens espagnols mort martyrs lors de la guerre civile espagnole.

#### Saints orthodoxes,aux dates parfois"juliennes"ou orientales
- Denys de l'Olympe († 1541), higoumène (abbé) du monastère athonite de Philothéou puis ermite au pied du Mont Olympe[9] .
- Gennade de Kostroma (ru) († 1565), moine à Komelsk puis higoumène (abbé) du monastère de Lioubemov près de Kostroma.

### Prénoms du jour[Où?]
Bonne fête aux Barnard (voir 22 janvier),
ainsi qu'aux :
- Émerentienne, et ses variantes : Emérance, Émérance, Émerancienne, Émerence, etc.
- Aux Ildefonse, Ildefonsa/-o, Ildephonse, Ildephonsine, voire aux Alonza/o, Alfonsa/o (voir 1er août des Alphonse, Alfonsina ou Alphonsine et leurs variantes).

## Traditions et superstitions

### Dictons
- « À Sainte-Émérance, les jours rallongent d'une aune de gance. »
- « Saint-Barnard ensoleillé rend le vigneron gai. »
- « Sainte Émerance guérit du mal de la panse. »[10] (Anjou)

### Astrologie
- Signe du zodiaque : 3e jour du signe astrologique du Verseau.

## Toponymie
- Plusieurs voies, places, sites ou édifices de pays ou provinces francophones contiennent la date du jour dans leur nom : voir Vingt-Trois-Janvier .